# Mujeres Libres
Mujeres Libres (Fria Kvinnor) var en anarkistisk kvinnoorganisation i Spanien som ville öka arbetarklassens kvinnors inflytande. Organisationen grundades 1936 på tanken om en ”dubbel kamp” för kvinnors befrielse och för den sociala revolutionen, mål som de ansåg vara lika viktiga och skulle uppnås samtidigt. Alla typer av ojämlikhet och hierarkier skulle avskaffas. Som mest hade Mujeres Libres cirka 30 000 medlemmar.  
För att uppnå ömsesidigt stöd skapades nätverk för anarkistiska kvinnor. Mobila daghem anordnades för att få fler kvinnor fackligt engagerade, och de engagerade sig mot prostitution och andra för kvinnor degraderande förhållanden. Tidningen Mujeres Libres kom ut första gången den 20 maj 1936, och trycktes i 14 upplagor. 

## Bakgrund och grundande
Majoriteten av den spanska befolkningen levde under 1900-talets början under usla förhållanden. För kvinnor var förhållandena särskilt dåliga. De arbetade för hälften av männens lön, de kunde giftas bort och fick inte lämna hemmet utan en ledslagare. I fackföreningar och andra politiska organisationer kunde bara en liten grupp kvinnor delta. Mujeres Libres grundare ansåg att den anarkistiska rörelsen inte arbetade mot det förtryck som drabbade kvinnor. Tvärtom hånades kvinnor inom rörelsen, och behandlades inte som jämlikar.  
Mujeres Libres grundades av Lucia Sanchez Saornil, Mercedes Comaposada och Amparo Poch y Gascón. Också Lola Iturbe och Soledad Estorach var medgrundare.

## Som bröder och systrar i revolutionen
Medlemmarna i Mujeres Libres reagerade mot den spanska machismo-kulturen, som de ansåg inte hörde hemma i den revolutionära rörelsen. Men organisationen tog också avstånd från den borgerligt liberala feminismen, som bara önskade reformer inom det gamla samhällets ram.  
Det anses att en verklig jämställdhet mellan könen uppnåddes under den spanska revolutionens utveckling, dels spontant, dels tack vare Mujeres Libres. Så här säger ögonvittnet Margorita Balogar: 
"Det var som att vara bröder och systrar. Det hade alltid stört mig tidigare att männen i det här landet inte betraktat kvinnor som varelser med fullständiga mänskliga rättigheter. Men nu var det en stor förändring. Jag tror att den uppstod spontant ur den revolutionära rörelsen." 
Till skillnad från den tidens andra spanska kvinnoorganisationer till vänster var Mujeres Libres en autonom organisation som ville uppnå samma ställning som FAI, CNT och andra etablerade anarkistiska organisationer.
Filmen Libertarias (1996) handlar om Mujeres Libres under spanska inbördeskriget.

### Övriga källor
- Aileen O'Carroll. "Mujeres Libres: Women anarchists in the Spanish Revolution". Workers Solidarity No 54.
- Dierdre Hogan. "Free Women of Spain". Workers Solidarity No 57.
- Ackelsberg, Martha A. Free Women of Spain: Anarchism and the Struggle for the Emancipation of Women. Bloomington, IN: Indiana University Press, 1991.
- På Internationella Kvinnodagen 2006 talade författaren Angela Jackson på ett möte i Belfast om relaterade frågor i sammanhanget.